# James Argyle Smith
James Argyle Smith (1er juillet 1831 - 6 décembre 1901) est un officier de l'armée des États-Unis et diplômé de West Point. Il est connu pour être un brigadier-général confédéré au cours de la guerre de Sécession, ses œuvres dans le système d'éducation au Mississippi, et dans le bureau des affaires indiennes.

## Avant la guerre
James Smith naît et grandit dans le Tennessee lorsqu'il est enfant. Il part à West Point, et est diplômé en 1853, quarante-cinquième sur une promotion de 52 cadets,, et devient second lieutenant dans l'infanterie. Smith occupe différents postes dans l'ouest, y compris dans le poste militaire des Jefferson Barracks. Smith combat lors de la bataille d'Ash Hollow contre les Sioux, en 1855. Puis, de 1857 à 1858, Smith combat lors la guerre de l'Utah contre les mormons. Un an après son retour de la guerre de l'Utah, Smith est promu premier lieutenant. Le 9 mai 1861, Smith démissionne de sa commission pour rejoindre l'armée confédérée quatre jours plus tard.

## Guerre de Sécession
Smith rejoint l'armée confédérée, en 1861, avec le grade de lieutenant. En mars 1862, il devient commandant et adjudant-général du général Leonidas Polk. Lors de la bataille de Shiloh, Smith devient lieutenant-colonel du 2nd Tennessee Infantry. Le général Bushrod Johnson félicite Smith sur sa bravoure à la bataille de Perryville et il prend le commandement du 5th Confederate Infantry après avoir été promu colonel le 21 juillet 1862. Le 5th Confederate Infantry est le résultat de la consolidation du 2nd Tennessee et du 21st Tennessee Infantry. Sa bravoure est également remarquée lors de la bataille de Murfreesboro par les deux généraux Cleburne et Leonidas Polk. Après sa performance lors de la bataille de Chickamauga et les éloges qu'il reçoit de Polk, Smith est promu au brigadier général le 1er octobre 1863,. 
Lors de la bataille de Missionary Ridge, le général Smith attaque le flanc de Sherman pour empêcher l'armée de l'Union de bloquer la retraite du général Bragg. Au cours de la bataille de Missionary Ridge, Smith est touché aux deux cuisses tout en menant ses hommes. Après avoir récupéré, Smith combat à la bataille d'Atlanta où sa brigade capture quinze pièces d'artillerie. Au cours de cette bataille, il est de nouveau blessé. 
Il est sous le commandement de Cleburne lors de la deuxième bataille de Franklin, et après la mort de Cleburne, Smith prend temporairement le commandement de la division à Nashville. Le général Smith et le général William Bate mènent le corps de Cheatham à la bataille de Bentonville. Au cours de cette bataille, il commande donc environ 1200 hommes.

## Après la guerre
Après s'être installé dans une ferme dans le Mississippi, Smith est élu comme surintendant pour l'État du Mississippi de l'éducation publique de 1878 à 1886. Le 14 juillet 1874, il épouse Calantha Calhoun de seize ans sa cadette avec qui il a une fille.
Il devient ensuite un agent du bureau des affaires indiennes de 1893 à 1897. Il devient plus tard, le marshal de la cour suprême du Mississippi. James Argyle Smith décède le 6 décembre 1901, à Jackson, Mississippi , et est enterré au cimetière de Greenwood.